# Xe siècle en architecture
IXe siècle en architecture - Xe siècle - XIe siècle en architecture
Cet article concerne les événements concernant l'architecture qui se sont déroulés durant le Xe siècle :
voir aussi :
autres événements survenus au IXe siècle et la  
chronologie de l'architecture.

## Événements
- 912-976 : épanouissement de l'art mozarabe, œuvre des chrétiens sous domination musulmane en Espagne, sous les règnes d'Abd al-Rahman III (912-961) et d'Al-Hakam II (961-976)[1].

## Réalisations
- 907 : construction de la tombe de Wang Jian (847-918), roi des Shu antérieurs, à Chengdu en Chine[2].

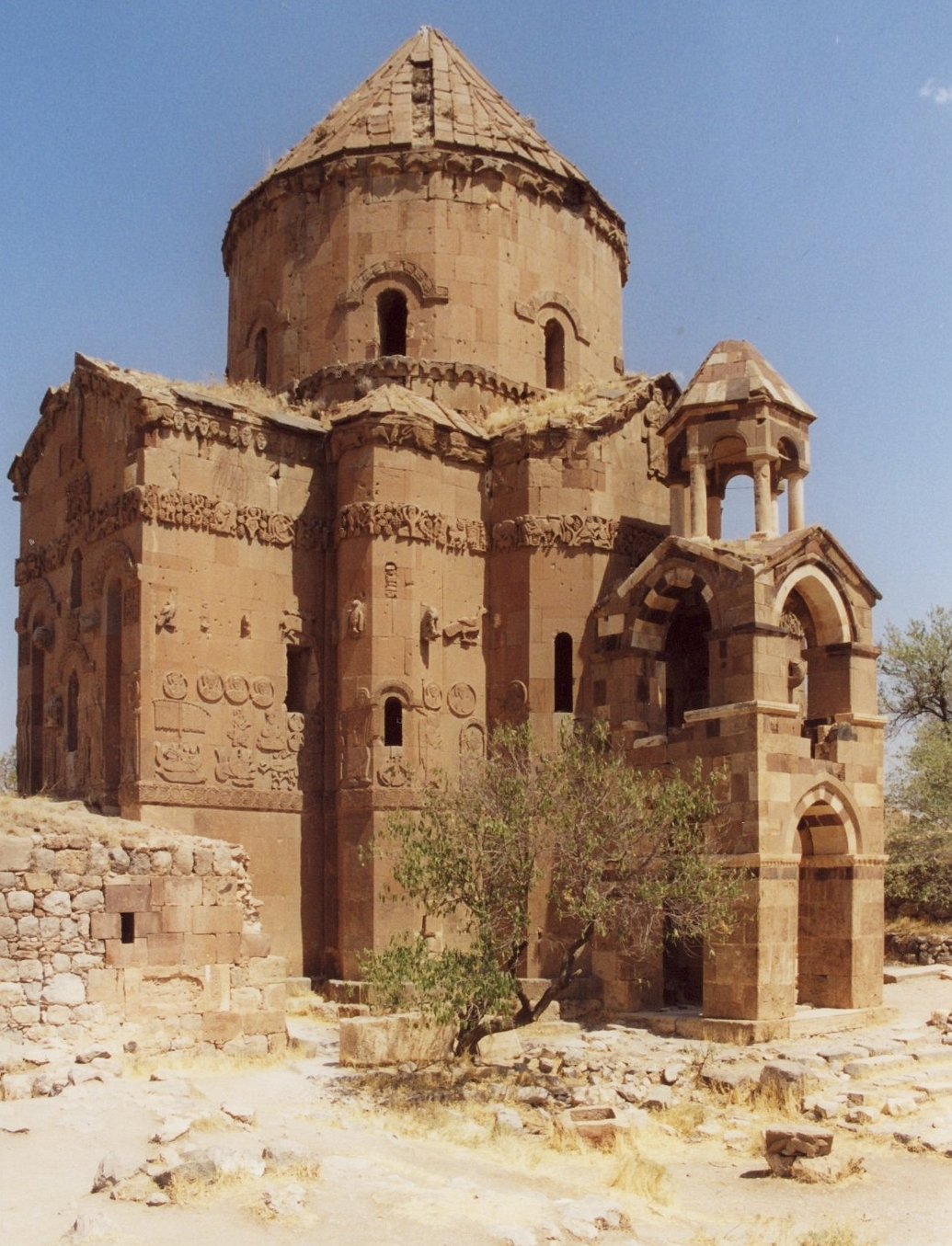
Église de la Sainte-Croix d'Aghtamar

- 915-921 : construction de l'église de la Sainte-Croix dans l'île d'Aghtamar sur le lac de Van[3].

- 915-1065 : construction des églises rupestres de la Cappadoce byzantine[4] pendant la renaissance macédonienne.

- Vers 918-929 : au Viêt Nam, Indravarman III, roi du Champâ, achève les plus beaux temples de Mỹ Sơn[5].
- 921-944 : reliefs du temple Prasat Thom à Koh Ker au Cambodge[6].
- Vers 930-943 : achèvement sous le règne du roi Abas d'Arménie de la cathédrale des Saints-Apôtres à Kars en Arménie[7].
- 944-968 : construction du temple-montagne à galerie de Prè Rup à Angkor[8].

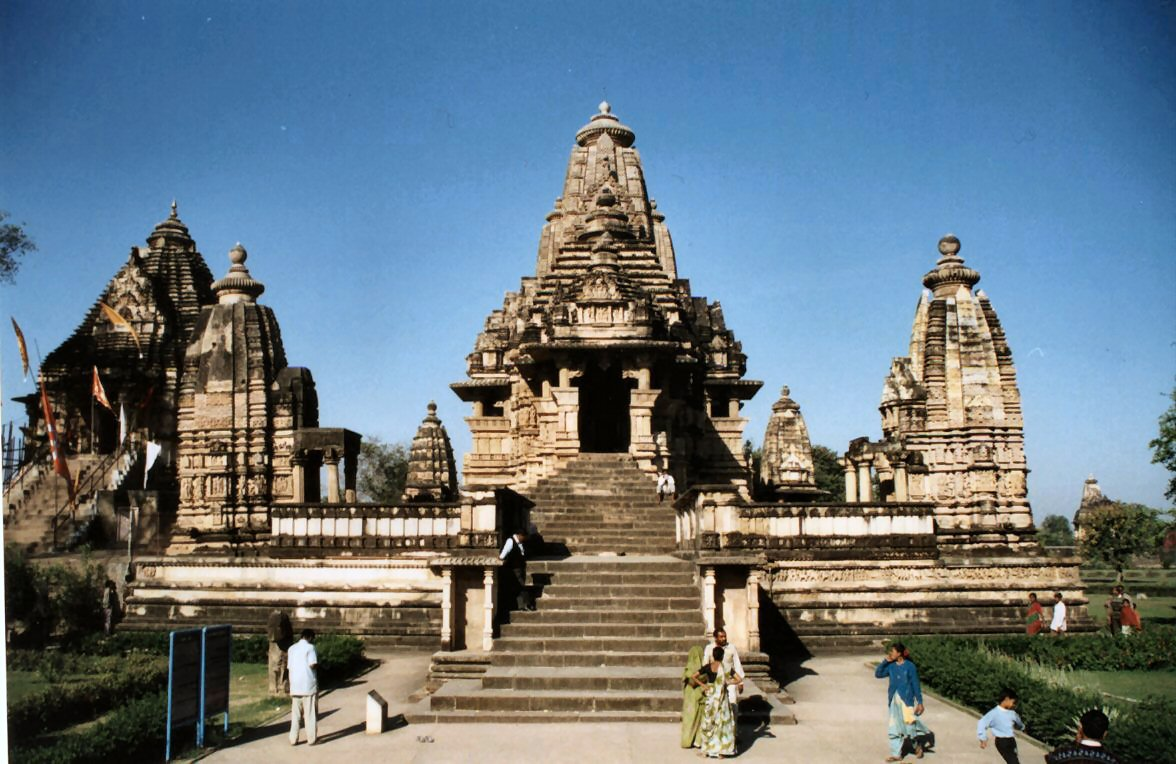
Temples de Khajurâho.

- Vers 950 : début de la construction par les Chandelâ du Bundelkhan, vassaux des Pratihara, des grands temples cathédrales de Khajurâho en Inde du Nord, tel le temple de Lakshmana, décoré de sculptures érotiques, inauguré en 954[9]. Ces derniers ornent leur capitale de quelque 85 temples hindous et jaïna (Xe-XIe siècles) dont une vingtaine subsistent.
- 952 : consécration de la pagode du temple Daigo-ji au Japon[10].
- 961 : la construction de la pagode Huqiu, toute en brique, est achevée à Suzhou (Jiangsu) en Chine[11].

- 967-1010 : Jayavarman V fait édifier les temples de Banteay Srei  et de Ta Keo au Cambodge[8].
- 970-972 : construction de la mosquée al-Azhar au Caire[12].
- Vers 970 : construction du temple de Mukteshvara (Mukteśvara) à Bhubaneswar (Inde)[13].

- Vers 980-1000 : construction de Tula Grande, un nouveau complexe architectural religieux sous le règne du chef toltèque Ce Acatl Topiltzin Quetzalcoatl ; pyramide à degrés de Tlahuizcalpantecuhtli, Palacio Quemado (palais incendié), Atlantes[14].

- 989-1001 : construction de la cathédrale d'Ani par l'architecte arménien Tiridate[15].

- 996 : construction du monastère bouddhique de Tabo dans la vallée de Spiti, entre le Tibet et l'Inde, sous le patronage du roi de Guge Yeshe-Ö[16].

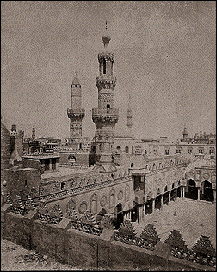
La mosquée al-Azhar, vers 1930.
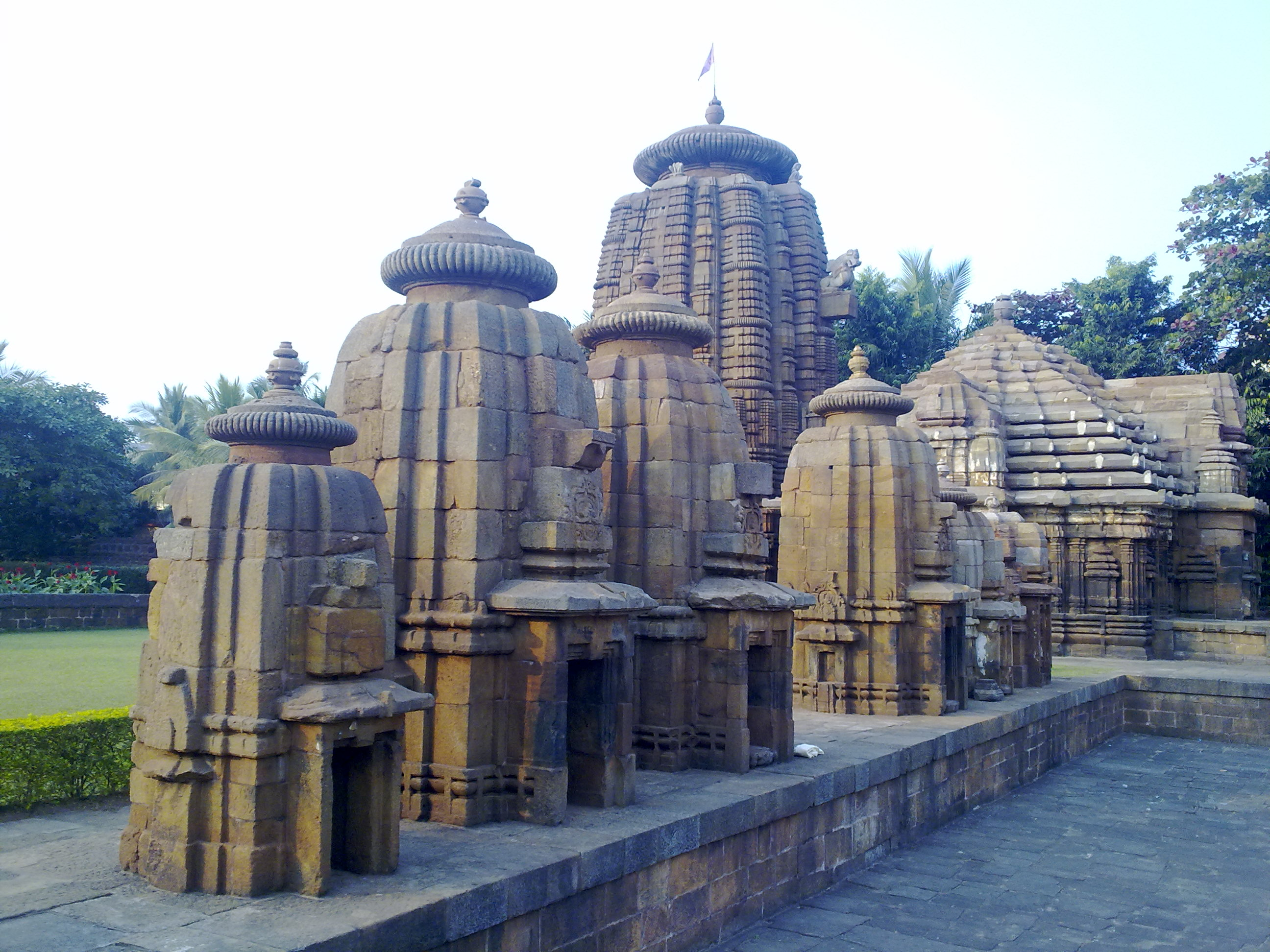
Temple de Mukteshvara à Bhubaneswar
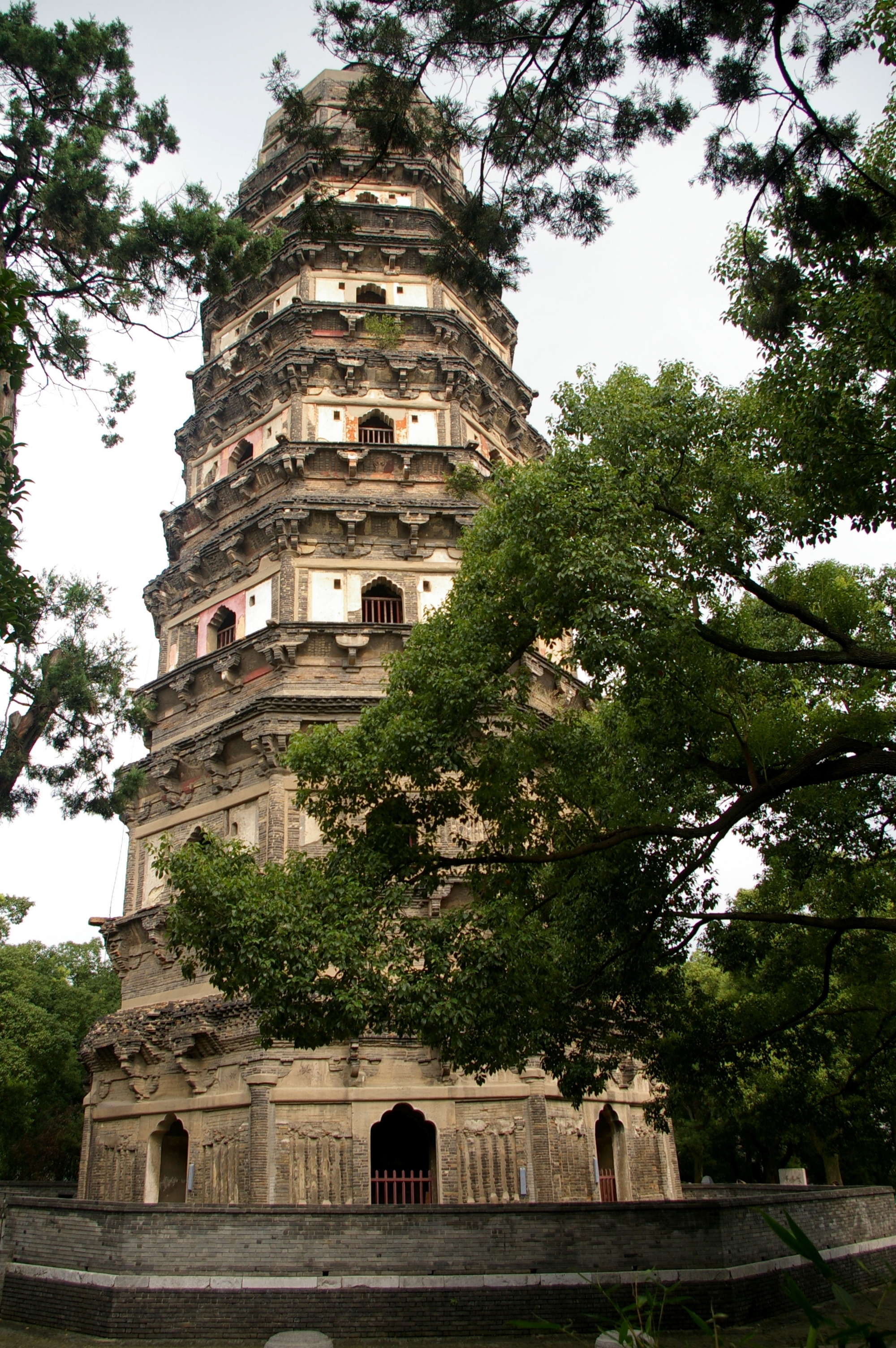
La pagode Huqiu, à Suzhou.
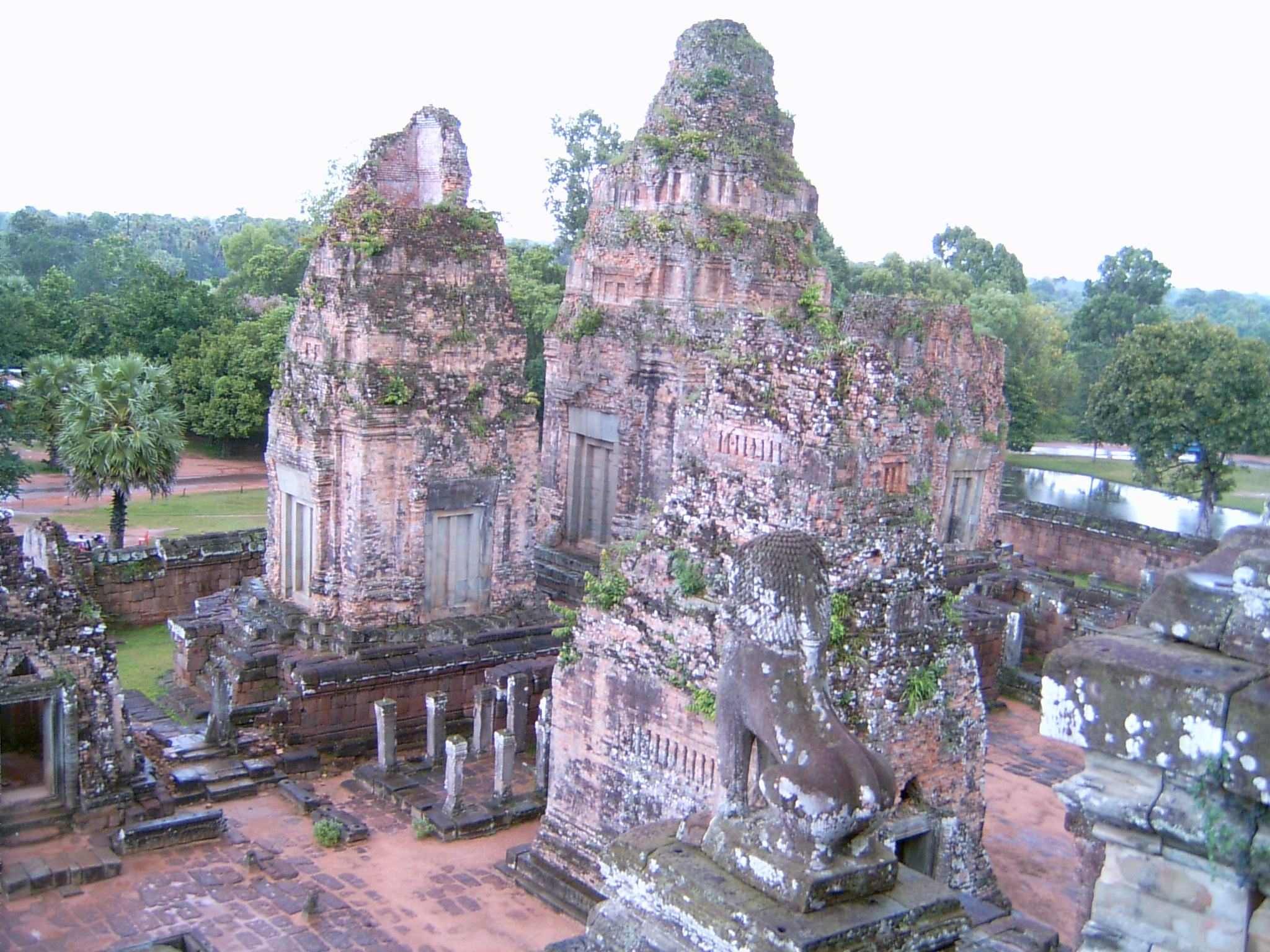
Prè Rup
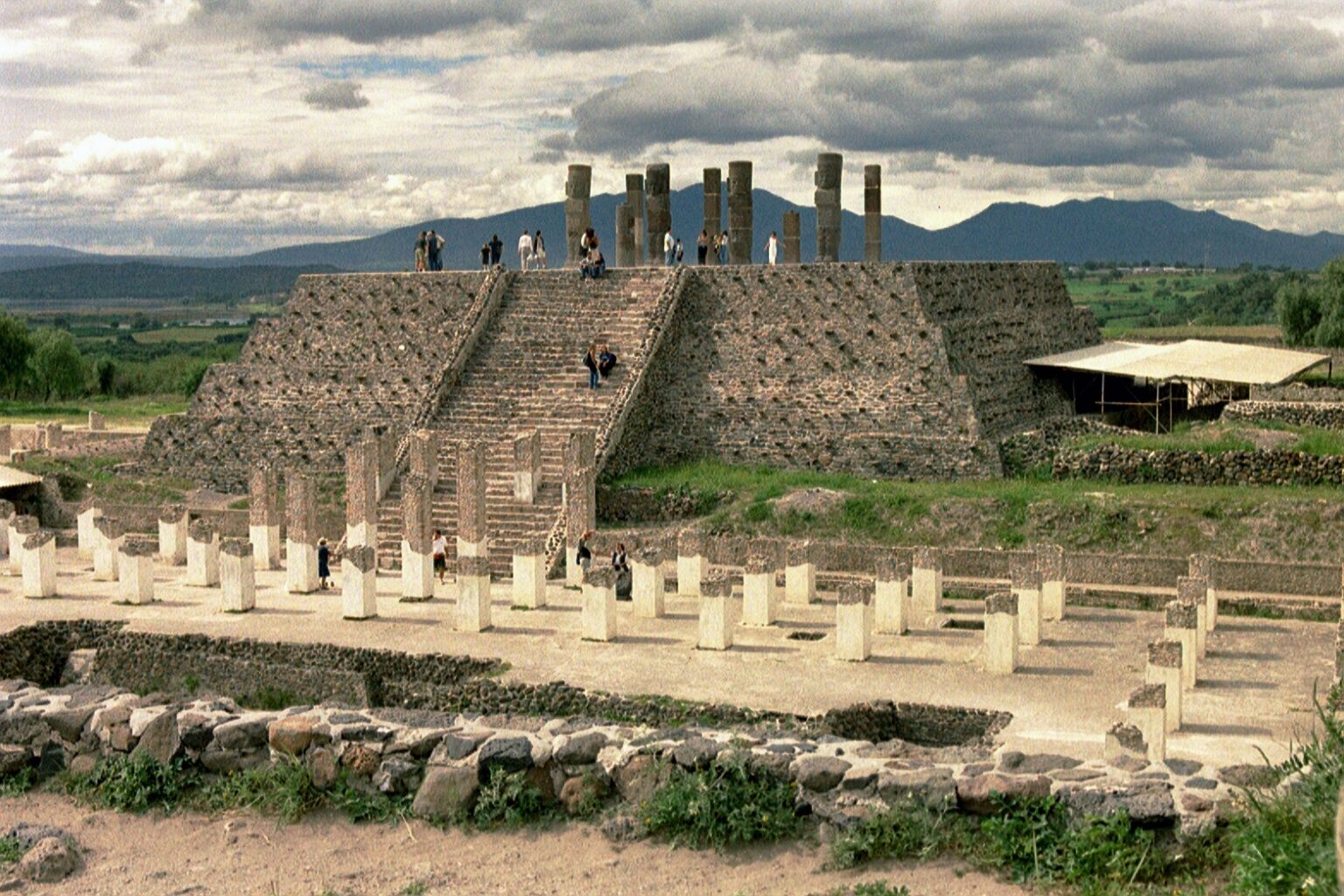
La pyramide de Tlahuizcalpantecuhtli à Tula.

### Europe
- 903-918 : fortification du monastère Saint-Martin de Tours[17].
- 913 : construction d'une forteresse, Dar-al-Imara, sur le site de l'Alcázar de Séville[18].
- 913-952 : construction de la cathédrale carolingienne de Minden[19].
- Vers 934 :
  - restauration de l'Abbaye Saint-Maximin de Trèves [20].
  - fondation de l'Abbaye d'Einsiedeln[21].

- 936-940 : construction de la ville-palais arabe Madinat al-Zahra près de Cordoue en Espagne[22].

- 946 : consécration de la cathédrale romane de Clermont[23].
- Vers 949-998 : construction de l'église Notre-Dame-de-la-Basse-Œuvre de Beauvais à Beauvais[24].
- Vers 960 : construction à Ostrów Lednicki (pl), entre Gniezno et Poznań, en Pologne, d'une chapelle/baptistère attenante à un palais épiscopal rectangulaire[25] (reconstruite en 1018 avec un pavement de céramique polychrome).
- 961-966 : agrandissements de la mosquée de Cordoue par Al-Hakam II[26]. Agrandissement de la salle du Mihrab avec l'aide d'artistes byzantins et réalisation vers 971-976 d'une coupole formée d'arcs entrecroisés coiffée d'une coupole monolithique[27].
- 963 : début de l'édification de le seconde abbaye de Cluny II, sous l'égide de l'abbé Mayeul (955-981)[19].
- Vers 965 : érection de la grosse pierre de Jelling marquant l'acte de naissance du Danemark[28]. Jelling, au Danemark, site royal et sacré, est caractérisé par un double alignement de pierre disposées en V (stensœttning) qui encadre les trois monuments principaux, les deux tumuli funéraires de Tyra, épouse du roi Gormr, et de Harald à la dent bleue (ce dernier est resté vide) et de l’église actuelle, peut-être construite sur un ancien sanctuaire païen. Deux imposantes stèles runiques ont été élevées, l’une par Gormr à la mémoire de Tyra, l’autre par Harald à la dent bleue, qui s’attribue le mérite d’avoir unifié et évangélisé le Danemark.
- 968 : construction de la basilique de Poznań à trois nefs, entourée de bâtiments ecclésiastiques[29].
- 975 : Willigis, archi-chancelier de l'Empire romain germanique, nommé archevêque de Mayence (975-1011), commence à ériger la grande cathédrale Saint-Martin de Mayence ; elle est détruite par un incendie en 1009 puis reconstruite et consacrée en 1036[30].
- 976 : l'archevêque Adalbéron de Reims détruit la partie centrale du massif occidental carolingien pour d'agrandir la nef de la cathédrale de Reims[31].

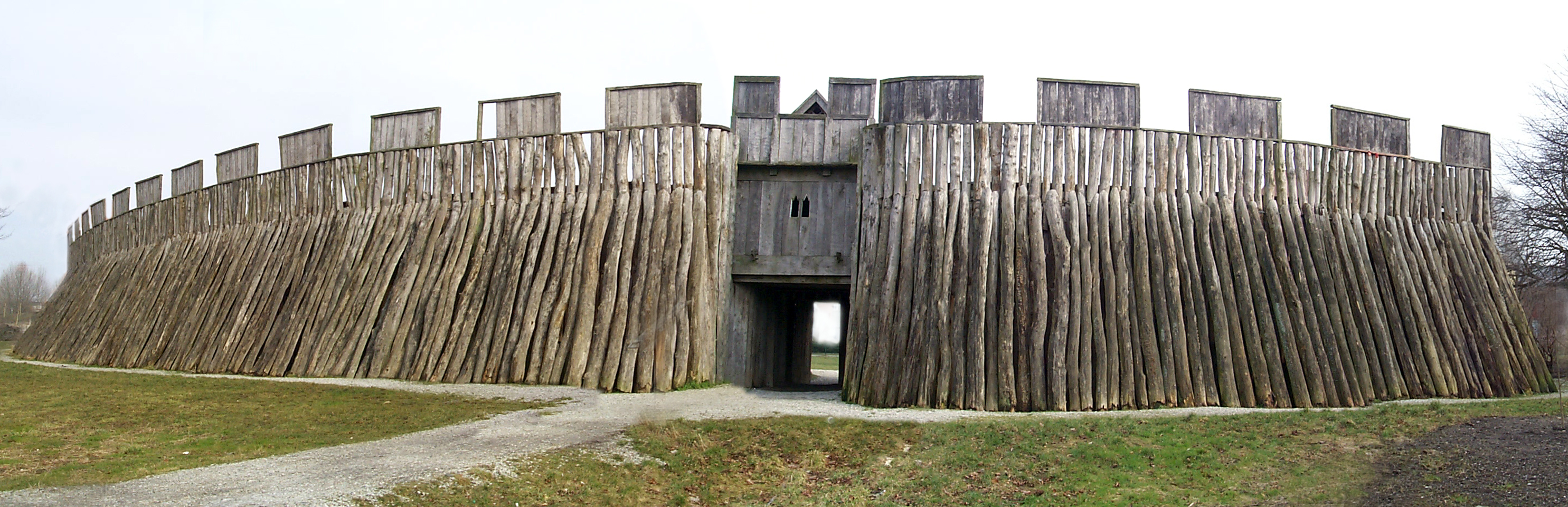
Reconstitution du fort de Trelleborg, en Suède

- 980-981 : construction du camp circulaire de Trelleborg en Suède  (hiver 980-981 d’après la dendrochronologie). Quatre camps fortifiés danois ont été fouillés : Aggersborg et Fyrkat dans le Jütland septentrional, Nonnebakken (Fyn) et Trelleborg (Sjælland). Ils présentent les mêmes structures : deux diamètres perpendiculaires aboutissent aux quatre portes du camp ; une levée de terre constitue le rempart, parfois doublé d’une douve et d’une seconde circonvallation ; des maisons de bois naviformes sont disposées géométriquement. Aucun de ces camps n’a été longtemps en usage. Fyrkat et Trelleborg ont pu être ravagés par des incendies et des flèches sont fichées dans le rempart de Fyrkat[32]. Une nécropole a été retrouvée près de Trelleborg.
- 987-988 : dernier agrandissement de la Grande mosquée de Cordoue, par Almanzor[33].
- 989-1003 : reconstruction de la cathédrale d'Orléans après un incendie[34].
- 990-1014 : reconstruction de Saint-Germain-des-Prés à Paris (porche et clocher)[35].
- 991-996 : construction de l’Église de la Dormition (dite « de la dîme ») à Kiev[36].
- 994 : le  comte d'Anjou Foulque Nerra fait construire un des premiers donjons résidentiels en pierre à Langeais[37].

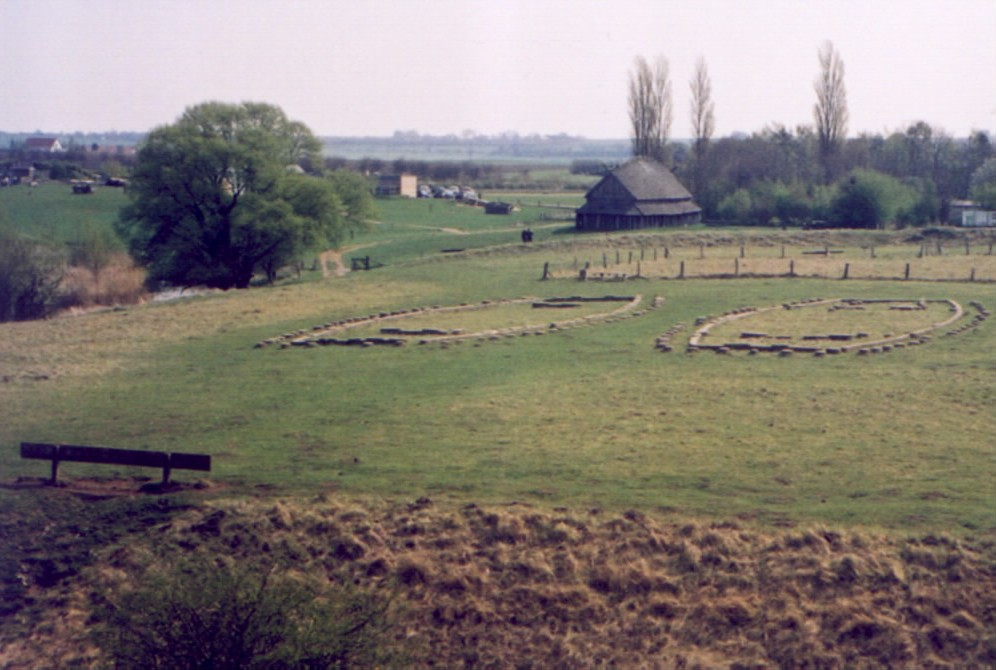
Maison reconstituée de Trelleborg, au Danemark.
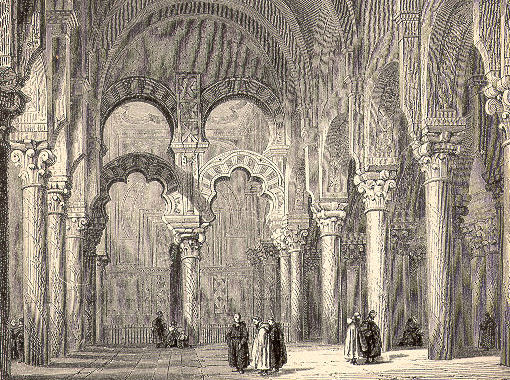
La mosquée de Cordoue, gravure de 1891.
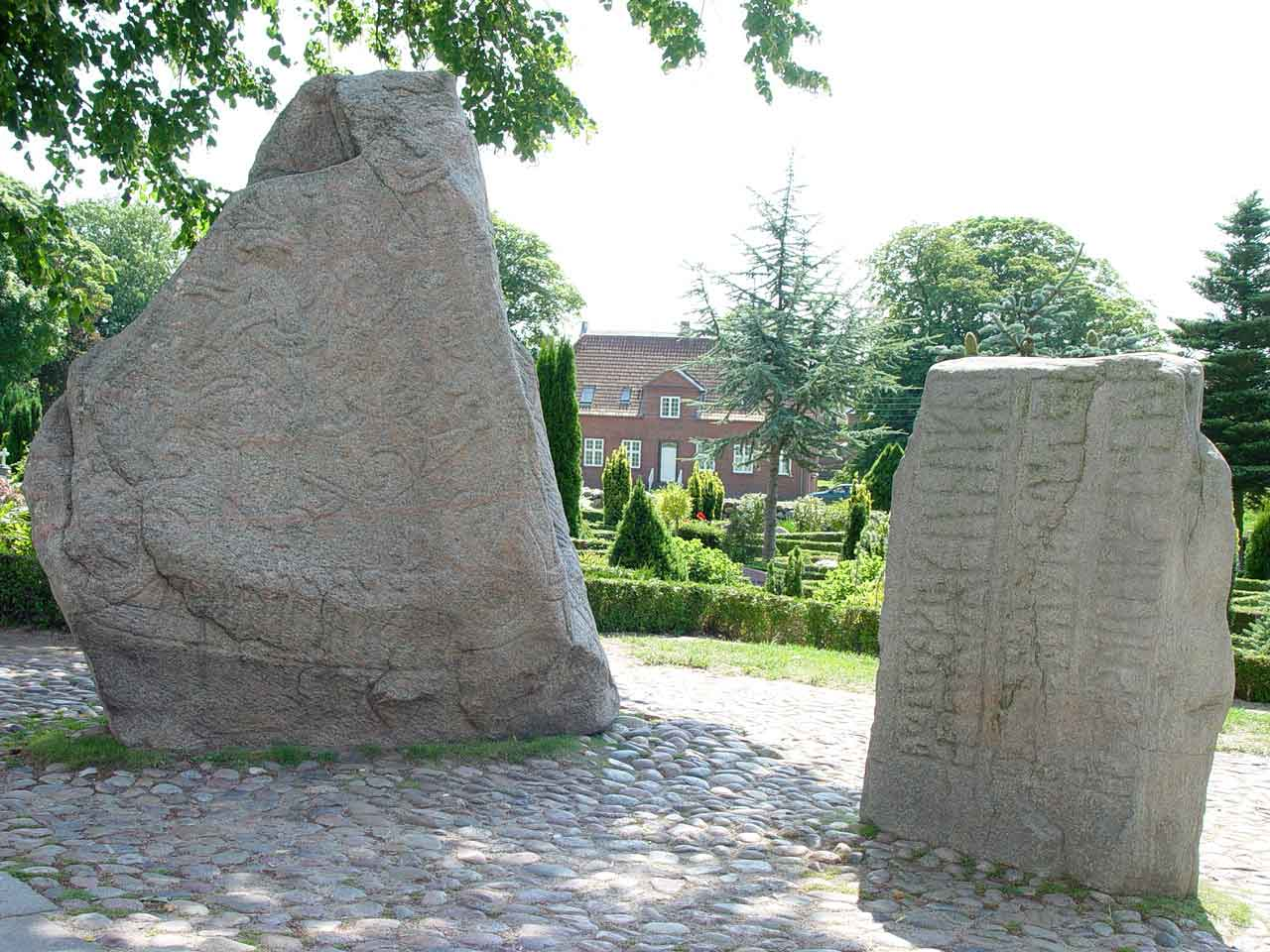
Les pierres de Jelling.
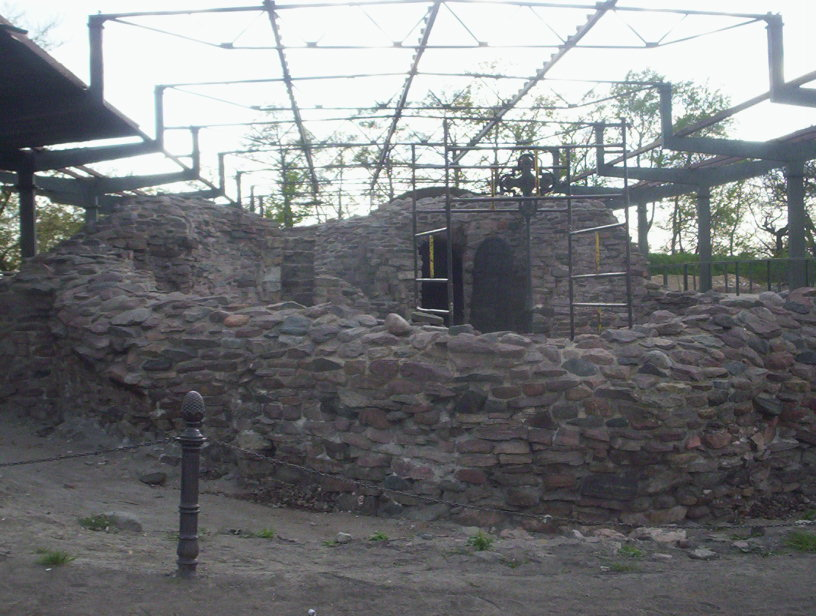
Vestiges du palais épiscopal d'Ostrów Lednicki (pl)